# Olympische Sommerspiele 2000/Teilnehmer (Ungarn)
| Gelbes Symbol für Goldmedaillen mit stilisierten Olympischen Ringen | Graues Symbol für Silbermedaillen mit stilisierten Olympischen Ringen | Braundes Symbol für Bronzemedaillen mit stilisierten Olympischen Ringen |
| ------------------------------------------------------------------- | --------------------------------------------------------------------- | ----------------------------------------------------------------------- |
| 8                                                                   | 6                                                                     | 3                                                                       |

Ungarn nahm an den Olympischen Sommerspielen 2000 in Sydney mit 178 Athleten, davon 109 Männer und 69 Frauen, in insgesamt 137 Wettkämpfen in 23 Sportarten teil. 
Insgesamt wurden acht Gold-, sechs Silber- und drei Bronzemedaillen gewonnen, womit Ungarn im Medaillenspiegel den 13. Platz belegte. Fahnenträgerin bei der Eröffnungsfeier war die Kanutin Rita Kőbán.

## Medaillengewinner

### Gold
| Name | Sportart   | Wettkampf                          |
| --- | ---------- | ---------------------------------- |
| Tímea Nagy | Fechten    | Frauen, Degen, Einzel              |
| Zoltán Kammerer & Botond Storcz | Kanu       | Männer, Kayak-Zweier, 500 Meter    |
| Gábor Horváth, Zoltán Kammerer, Botond Storcz & Ákos Vereckei | Kanu       | Männer, Kayak-Vierer, 1000 Meter   |
| György Kolonics | Kanu       | Männer, Canadier-Einer, 500 Meter  |
| Ferenc Novák & Imre Pulai | Kanu       | Männer, Canadier-Zweier, 500 Meter |
| Ágnes Kovács | Schwimmen  | Frauen, 200 m Brust                |
| Szilveszter Csollány | Turnen     | Männer, Ringe                      |
| Tibor Benedek, Péter Biros, Rajmund Fodor, Tamás Kásás, Gergely Kiss, Zoltán Kosz, Tamás Märcz, Tamás Molnár, Barnabás Steinmetz, Zoltán Szécsi, Bulcsú Székely, Zsolt Varga & Attila Vári | Wasserball | Männerturnier                      |

### Silber
| Name | Sportart           | Wettkampf                                 |
| --- | ------------------ | ----------------------------------------- |
| Beatrix Balogh, Rita Deli, Ágnes Farkas, Andrea Farkas, Anikó Kántor, Beatrix Kökény, Anita Kulcsár, Dóra Lőwy, Anikó Nagy, Ildikó Pádár, Katalin Pálinger, Krisztina Pigniczki, Bojana Radulovics, Beáta Siti & Tamásné Zsémbery | Handball           | Frauenturnier                             |
| Erzsébet Márkus-Peresztegi | Gewichtheben       | Frauen, Klasse bis 69 kg                  |
| Katalin Kovács & Szilvia Szabó | Kanu               | Frauen, Kajak-Zweier, 500 Meter           |
| Rita Kőbán, Katalin Kovács, Szilvia Szabó & Erzsébet Viski | Kanu               | Frauen, Vierer-Kayak, 500 Meter           |
| Gábor Balogh | Moderner Fünfkampf | Männer, Einzelmehrkampf                   |
| Sándor Bárdosi | Ringen             | Männer, Mittelgewicht, griechisch-römisch |

### Bronze
| Name                                | Sportart | Wettkampf                        |
| ----------------------------------- | -------- | -------------------------------- |
| Zsolt Erdei                         | Boxen    | Männer, Mittelgewicht            |
| Krisztián Bártfai & Krisztián Veréb | Kanu     | Männer, Kayak-Zweier, 1000 Meter |
| Diána Igaly                         | Schießen | Frauen, Skeet                    |

## Teilnehmer nach Sportarten

### Boxen
- Károly Balzsay
Halbmittelgewicht: 9. Platz

- Zsolt Erdei
Mittelgewicht: Bronze

- Pál Lakatos
Halbfliegengewicht: 9. Platz

### Fechten
- Attila Fekete
Männer, Degen, Einzel: 11. Platz
Männer, Degen, Mannschaft: 7. Platz

- Domonkos Ferjancsik
Männer, Säbel, Einzel: 4. Platz
Männer, Säbel, Mannschaft: 5. Platz

- Edina Knapek
Frauen, Florett, Einzel: 21. Platz
Frauen, Florett, Mannschaft: 6. Platz

- Iván Kovács
Männer, Degen, Einzel: 19. Platz
Männer, Degen, Mannschaft: 7. Platz

- Csaba Köves
Männer, Säbel, Einzel: 11. Platz
Männer, Säbel, Mannschaft: 5. Platz

- Gabriella Lantos
Frauen, Florett, Einzel: 24. Platz
Frauen, Florett, Mannschaft: 6. Platz

- Márk Marsi
Männer, Florett, Einzel: 8. Platz
Männer, Degen, Mannschaft: 7. Platz

- Ildikó Mincza-Nébald
Frauen, Degen, Einzel: 9. Platz
Frauen, Degen, Mannschaft: 4. Platz

- Aida Mohamed
Frauen, Florett, Einzel: 7. Platz
Frauen, Florett, Mannschaft: 6. Platz

- Tímea Nagy
Frauen, Degen, Einzel: Gold 
Frauen, Degen, Mannschaft: 4. Platz

- Zsolt Nemcsik
Männer, Säbel, Einzel: 17. Platz
Männer, Säbel, Mannschaft: 5. Platz

- Gyöngyi Szalay-Horváth
Frauen, Degen, Einzel: 18. Platz
Frauen, Degen, Mannschaft: 4. Platz

- Péter Takács
Männer, Säbel, Mannschaft: 5. Platz

### Gewichtheben
- Zoltán Farkas
Männer, Federgewicht: 10. Platz

- Zoltán Kovács
Männer, Mittelschwergewicht: 6. Platz

- Gyöngyi Likerecz
Frauen, Schwergewicht: 5. Platz

- Erzsébet Márkus-Peresztegi
Frauen, Leichtschwergewicht: Silber

- Tibor Stark
Männer, Superschwergewicht: 8. Platz

- Melinda Szik
Frauen, Superschwergewicht: 9. Platz

- Péter Tamtom
Männer, Schwergewicht: DNF

### Handball
- Frauenturnier
Silber

- Kader
Beatrix Balogh
Rita Deli
Ágnes Farkas
Andrea Farkas
Anikó Kántor
Beatrix Kökény
Anita Kulcsár
Dóra Lőwy
Anikó Nagy
Ildikó Pádár
Katalin Pálinger
Krisztina Pigniczki
Bojana Radulovics
Judit Simics-Zsemberi
Beáta Siti

### Judo
- József Csák
Männer, Halbleichtgewicht: 2. Runde

- Eszter Csizmadia
Frauen, Halbmittelgewicht: 1. Runde

- Imre Csősz
Männer, Schwergewicht: 2. Runde

- Miklós Illyés
Männer, Leichtgewicht: Viertelfinale

- Antal Kovács
Männer, Halbschwergewicht: Viertelfinale

- Krisztián Tölgyesi
Männer, Halbmittelgewicht: Viertelfinale

### Kanu
- Krisztián Bártfai
Männer, Kajak-Zweier, 1000 Meter: Bronze

- Gábor Horváth
Männer, Kajak-Vierer, 1000 Meter: Gold

- Zoltán Kammerer
Männer, Kajak-Zweier, 500 Meter: Gold 
Männer, Kajak-Vierer, 1000 Meter: Gold

- Rita Kőbán
Frauen, Kajak-Einer, 500 Meter: 6. Platz
Frauen, Kajak-Vierer, 500 Meter: Silber

- Roland Kökény
Männer, Kajak-Einer, 1000 Meter: Halbfinale

- György Kolonics
Männer, Canadier-Einer, 500 Meter: Gold

- Katalin Kovács
Frauen, Kajak-Zweier, 500 Meter: Silber 
Frauen, Kajak-Vierer, 500 Meter: Silber

- Ferenc Novák
Männer, Canadier-Zweier, 500 Meter: Gold 
Männer, Canadier-Zweier, 1000 Meter: 5. Platz

- Imre Pulai
Männer, Canadier-Zweier, 500 Meter: Gold 
Männer, Canadier-Zweier, 1000 Meter: 5. Platz

- Botond Storcz
Männer, Kajak-Zweier, 500 Meter: Gold 
Männer, Kajak-Vierer, 1000 Meter: Gold

- Szilvia Szabó
Frauen, Kajak-Zweier, 500 Meter: Silber 
Frauen, Kajak-Vierer, 500 Meter: Silber

- Krisztián Veréb
Männer, Kajak-Zweier, 1000 Meter: Bronze

- Ákos Vereckei
Männer, Kajak-Einer, 500 Meter: 4. Platz
Männer, Kajak-Vierer, 1000 Meter: Gold

- Erzsébet Viski
Frauen, Kajak-Vierer, 500 Meter: Silber

- György Zala
Männer, Canadier-Einer, 1000 Meter: Halbfinale

### Leichtathletik
- Zita Ajkler
Frauen, Weitsprung: 23. Platz in der Qualifikation

- Adrián Annus
Männer, Hammerwurf: 17. Platz in der Qualifikation

- László Babály junior
Männer, 4 × 100 Meter: Vorläufe

- Tibor Bédi
Männer, 400 Meter Hürden: Vorläufe
Männer, 4 × 400 Meter: Vorläufe

- Levente Csillag
Männer, 110 Meter Hürden: Viertelfinale

- Zsolt Czingler
Männer, Dreisprung: 18. Platz in der Qualifikation

- Zoltán Czukor
Männer, 50 Kilometer Gehen: disqualifiziert

- Katalin Divós
Frauen, Hammerwurf: 13. Platz in der Qualifikation

- Zétény Dombi
Männer, 4 × 400 Meter: Vorläufe

- Katalin Donáth
Frauen, Kugelstoßen: kein gültiger Versuch in der Qualifikation

- Gyula Dudás
Männer, 20 Kilometer Gehen: 37. Platz
Männer, 50 Kilometer Gehen: 37. Platz

- Róbert Fazekas
Männer, Diskuswurf: 16. Platz in der Qualifikation

- Tibor Gécsek
Männer, Hammerwurf: 7. Platz

- Dóra Győrffy
Frauen, Hochsprung: 18. Platz in der Qualifikation

- Miklós Gyulai
Männer, 4 × 100 Meter: Vorläufe

- Rita Ináncsi
Frauen, Siebenkampf: DNF

- Anikó Kálovics
Frauen, 10.000 Meter: Vorläufe

- Attila Kilvinger
Männer, 4 × 400 Meter: Vorläufe

- Szilárd Kiss
Männer, Kugelstoßen: 25. Platz in der Qualifikation

- Balázs Korányi
Männer, 800 Meter: Halbfinale

- Balázs Kovács
Männer, 110 Meter Hürden: Viertelfinale

- Viktor Kovács
Männer, 4 × 100 Meter: Vorläufe

- Zoltán Kővágó
Männer, Diskuswurf: kein gültiger Versuch in der Qualifikation

- Zsolt Kürtösi
Männer, Zehnkampf: 11. Platz

- Gábor Máté
Männer, Diskuswurf: 23. Platz in der Qualifikation

- Judit Földingné Nagy
Frauen, Marathon: 17. Platz

- Zsolt Németh
Männer, Hammerwurf: 25. Platz in der Qualifikation

- Géza Pauer
Männer, 4 × 100 Meter: Vorläufe

- Barbara Petráhn
Frauen, 400 Meter: Viertelfinale

- Mária Rosza-Urbanik
Frauen, 20 Kilometer Gehen: 18. Platz

- Nikolett Szabó
Frauen, Speerwurf: 14. Platz in der Qualifikation

- Zsuzsanna Szabó-Olgyai
Frauen, Stabhochsprung: kein gültiger Versuch in der Qualifikation

- Anikó Szebenszky
Frauen, 20 Kilometer Gehen: 29. Platz

- Zsolt Szeglet
Männer, 400 Meter: Vorläufe
Männer, 4 × 400 Meter: Vorläufe

- Sándor Urbanik
Männer, 20 Kilometer Gehen: 29. Platz

- Tünde Vaszi
Frauen, Weitsprung: 7. Platz

- Attila Zsivóczky
Männer, Zehnkampf: 8. Platz

### Moderner Fünfkampf
- Gábor Balogh
Männer, Einzel: Silber

- Péter Sárfalvi
Männer, Einzel: 17. Platz

- Nóra Simóka
Frauen, Einzel: 23. Platz

- Zsuzsanna Vörös
Frauen, Einzel: 15. Platz

### Radsport
- Szilvia Szabolcsi
Frauen, Sprint: 5. Platz
Frauen, 500 Meter Zeitfahren: 12. Platz

### Rhythmische Sportgymnastik
- Viktória Fráter
Einzel: 20. Platz in der Qualifikation

### Ringen
- Sándor Bárdosi
Klasse bis 85 kg, griechisch-römisch: Silber

- Tamás Berzicza
Klasse bis 85 kg, griechisch-römisch: 14. Platz

- Mihály Deák Bárdos
Klasse bis 130 kg, griechisch-römisch: 11. Platz

- Zsolt Gombos
Klasse bis 130 kg, Freistil: 17. Platz

- Csaba Hirbik
Klasse bis 69 kg, griechisch-römisch: 15. Platz

- Gábor Kapuvári
Klasse bis 85 kg, Freistil: 7. Platz

- István Majoros
Klasse bis 58 kg, griechisch-römisch: 18. Platz

- Árpád Ritter
Klasse bis 76 kg, Freistil: 18. Platz

### Rudern
- Anna Alliquander & Mónika Remsei
Frauen, Leichtgewichts-Doppelzweier: 13. Platz

- Ákos Haller & Tibor Pető
Männer, Doppelzweier: 5. Platz

### Schießen
- József Ángyán
Männer, Laufende Scheibe: 12. Platz

- Roland Gerebics
Männer, Doppel-Trap: 5. Platz

- Diána Igaly
Frauen, Skeet: Bronze

- István Jambrik
Männer, Luftpistole: 42. Platz
Männer, Schnellfeuerpistole: 12. Platz

- Lajos Pálinkás
Männer, Luftpistole: 29. Platz
Männer, Schnellfeuerpistole: 14. Platz

- Péter Sidi
Männer, Luftgewehr: 15. Platz
Männer, Kleinkaliber, Dreistellungskampf: 25. Platz
Männer, Kleinkaliber, liegend: 13. Platz

- József Sike
Männer, Laufende Scheibe: 11. Platz

### Schwimmen
- István Batházi
Männer, 200 Meter Lagen: 19. Platz
Männer, 400 Meter Lagen: 10. Platz

- Viktor Bodrogi
Männer, 200 Meter Rücken: im Vorlauf ausgeschieden
Männer, 200 Meter Schmetterling: 24. Platz

- Attila Czene
Männer, 4 × 200 Meter Freistil: 10. Platz
Männer, 200 Meter Lagen: 4. Platz

- Orsolya Ferenczy
Frauen, 100 Meter Schmetterling: 24. Platz
Frauen, 4 × 100 Meter Lagen: 13. Platz

- Zsolt Gáspár
Männer, 4 × 200 Meter Freistil: 10. Platz
Männer, 100 Meter Schmetterling: 11. Platz
Männer, 4 × 100 Meter Lagen: 5. Platz

- Károly Güttler
Männer, 100 Meter Brust: 9. Platz
Männer, 4 × 100 Meter Lagen: 5. Platz

- Péter Horváth
Männer, 100 Meter Rücken: 10. Platz
Männer, 4 × 100 Meter Lagen: 5. Platz

- Annamária Kiss
Frauen, 100 Meter Rücken: 36. Platz
Frauen, 200 Meter Rücken: 28. Platz
Frauen, 4 × 100 Meter Lagen: 13. Platz

- Ágnes Kovács
Frauen, 100 Meter Brust: 5. Platz
Frauen, 200 Meter Brust: Gold 
Frauen, 4 × 100 Meter Lagen: 13. Platz

- Gyöngyvér Lakos
Frauen, 100 Meter Freistil: 29. Platz
Frauen, 4 × 100 Meter Lagen: 13. Platz

- Éva Risztov
Frauen, 400 Meter Freistil: 29. Platz
Frauen, 800 Meter Freistil: 14. Platz
Frauen, 200 Meter Schmetterling: 16. Platz

- Norbert Rózsa
Männer, 200 Meter Brust: 13. Platz

- Jácint Simon
Männer, 4 × 200 Meter Freistil: 10. Platz

- Béla Szabados
Männer, 200 Meter Freistil: 11. Platz
Männer, 4 × 200 Meter Freistil: 10. Platz

- Zoltán Szilágyi
Männer, 400 Meter Freistil: 31. Platz

- Attila Zubor
Männer, 50 Meter Freistil: 26. Platz
Männer, 100 Meter Freistil: 9. Platz
Männer, 200 Meter Freistil: 14. Platz
Männer, 4 × 100 Meter Lagen: 5. Platz

### Segeln
- Áron Gádorfalvi
Männer, Windsurfen: 24. Platz

- Balázs Hajdú
Männer, Finn-Dinghy: 15. Platz

- Marcell Goszleth & Ádám Szörényi
Männer, 470er: 29. Platz

- Luca Gádorfalvi
Frauen, Windsurfen: 25. Platz

- Tamás Eszes
Laser: 18. Platz

### Synchronschwimmen
- Zsuzsanna Hámori & Petra Marschalkó
Duett: 23. Platz

### Taekwondo
- József Salim
Männer, Fliegengewicht: 5. Platz

### Tennis
- Gábor Köves
Männer, Doppel: 17. Platz

- Rita Kuti Kis
Frauen, Einzel: 33. Platz

- Petra Mandula
Frauen, Einzel: 33. Platz
Frauen, Doppel: 5. Platz

- Katalin Marosi-Aracama
Frauen, Einzel: 33. Platz
Frauen, Doppel: 5. Platz

- Attila Sávolt
Männer, Einzel: 33. Platz
Männer, Doppel: 17. Platz

### Tischtennis
- Csilla Bátorfi
Frauen, Einzel: 17. Platz
Frauen, Doppel: 4. Platz

- Zita Molnár
Frauen, Einzel: 33. Platz

- Krisztina Tóth
Frauen, Einzel: 9. Platz
Frauen, Doppel: 4. Platz

### Triathlon
- Nóra Edöcsény-Hóbor
Frauen, Einzel: 19. Platz

- Anikó Góg
Frauen, Einzel: 39. Platz

- Csaba Kuttor
Männer, Einzel: 30. Platz

- Erika Molnár
Frauen, Einzel: 23. Platz

### Turnen
- Szilveszter Csollány
Männer, Einzelmehrkampf: 94. Platz in der Qualifikation
Männer, Ringe: Gold

- Adrienn Nyeste
Frauen, Einzelmehrkampf: 77. Platz in der Qualifikation
Frauen, Boden: 63. Platz in der Qualifikation
Frauen, Pferd: 36. Platz in der Qualifikation
Frauen, Stufenbarren: 74. Platz in der Qualifikation

- Zoltán Supola
Männer, Einzelmehrkampf: 72. Platz in der Qualifikation
Männer, Pferd: 61. Platz in der Qualifikation
Männer, Barren: 62. Platz in der Qualifikation
Männer, Reck: 36. Platz in der Qualifikation
Männer, Seitpferd: 6. Platz

### Wasserball
- Männerturnier
Gold

- Kader
Tibor Benedek
Péter Biros
Rajmund Fodor
Tamás Kásás
Gergő Kiss
Zoltán Kósz
Tamás Märcz
Tamás Molnár
Barnabás Steinmetz
Zoltán Szécsi
Bulcsú Székely
Zsolt Varga
Attila Vári

### Wasserspringen
- Nóra Barta
Frauen, Kunstspringen: 22. Platz

- András Hajnal
Männer, Turmspringen: 34. Platz

- Imre Lengyel
Männer, Kunstspringen: 11. Platz

- Orsolya Pintér
Frauen, Kunstspringen: 25. Platz